# Техрі (гребля)
Гребля Техрі — головна гребля гідроенергетичного проекту, що здійснюється біля міста Нью-Техрі в індійському штаті Уттаракханд, розташована на річці Бхаґіратхі, притоці Ганга. Висота греблі — 261 м, що робить її 5-тою за висотою у світі.
| Індія | Це незавершена стаття з географії Індії. Ви можете допомогти проєкту, виправивши або дописавши її. |